# Barkmere
Barkmere är en stad (kommun av typen ville) i provinsen Québec i Kanada. Den ligger i regionen Laurentides, i den sydöstra delen av landet, 110 km nordost om huvudstaden Ottawa.
Kommunen är officiellt tvåspråkig (franska och engelska), med franskspråkig majoritet vid folkräkningen 2021.